# Lijst van voetbalinterlands Algerije - Botswana
Deze lijst van voetbalinterlands is een overzicht van alle officiële voetbalwedstrijden tussen de nationale teams van Algerije en Botswana. De Afrikaanse landen speelden tot op heden drie keer tegen elkaar. De eerste ontmoeting, een kwalificatiewedstrijd voor de Afrika Cup 2021, werd gespeeld in Gaborone op 18 november 2019. Het laatste duel, een kwalificatiewedstrijd voor het Wereldkampioenschap voetbal 2026, werd gespeeld in Francistown op 21 maart 2025.

## Wedstrijden
| № | Plaats      | Datum            | Competitie                   | Wedstrijd           | Uitslag |
| - | ----------- | ---------------- | ---------------------------- | ------------------- | ------- |
| 1 | Gaborone    | 18 november 2019 | Afrika Cup 2021 kwalificatie | Botswana − Algerije | 0 − 1   |
| 2 | Blida       | 29 maart 2021    | Afrika Cup 2021 kwalificatie | Algerije − Botswana | 5 − 0   |
| 3 | Francistown | 21 maart 2025    | WK 2026 kwalificatie         | Botswana − Algerije | 1 − 3   |

## Samenvatting
| Competitie              | Totaal gespeeld | Winst Algerije | Gelijk | Winst Botswana | Doelsaldo Algerije – Botswana |
| ----------------------- | --------------- | -------------- | ------ | -------------- | ----------------------------- |
| WK-kwalificatie         | 1               | 1              | 0      | 0              | 3 − 1                         |
| Afrika Cup-kwalificatie | 2               | 2              | 0      | 0              | 6 − 0                         |
| Totaal                  | 3               | 3              | 0      | 0              | 9 − 1                         |